# جاكوب يولنبيرغ
جاكوب يولنبيرغ، حكم كرة قدم سويدي سابق.
و قد حكم في كأس الخليج 1990، وقد أدار مباراة منتخب الكويت لكرة القدم ومنتخب الإمارات لكرة القدم في 9 مارس 1990.